# Жовтовик темноголовий
Жовтовик темноголовий (Iduna natalensis) — вид горобцеподібних птахів родини очеретянкових (Acrocephalidae).

## Поширення
Вид поширений в Африці південніше Сахари. Середовище його проживання — субтропічні або тропічні ліси і субтропічні та тропічні сухі чагарники.

## Опис
Це очеретянка середнього розміру, завдовжки 13 см, вагою 10-15 г. Верхня частина тіла та хвіст жовтувато-коричневі, із трохи коричневішою головою та жовтішим крупом. Крила мають коричневі пір'я, облямовані жовтим. Нижня частина тіла яскраво-жовта з оливковим відтінком з боків грудей, боків і нижньої частини живота. Дзьоб блідий на верхній щелепі і чорнуватий на нижній, а ноги чорнуваті. Самки мають тьмянішу нижню частину.

## Підвиди
Включає чотири підвиди:
- Iduna natalensis batesi (Sharpe, 1905) — від сходу Нігерії до півночі Демократичної Республіки Конго та заходу Південного Судану.
- Iduna natalensis massaica (G. A. Fischer & Reichenow, 1884) — західна і південна Ефіопія, східний Південний Судан, північно-східна частина Демократичної Республіки Конго, Уганда, західна і південна Кенія та північно-західна і північно-східна Танзанія.
- Iduna natalensis major (E. J. O. Hartert, 1904) — Габон, ДР Конго, Ангола і північ Замбії.
- Iduna natalensis natalensis (A. Smith, 1847) — південна Танзанія, Малаві, південна Замбія, північний і східний Зімбабве, північно-західний і західний Мозамбік, схід ПАР та Есватіні.